# ЖНБЛ в сезоне 2020
Сезон ЖНБЛ 2020 — 41-й сезон женской национальной баскетбольной лиги (ЖНБЛ), после завершения которого чемпионом, в четвёртый раз, стала команда «Саутсайд Флайерз», в первый раз под этой франшизой. Из-за пандемии COVID-19 сезон проходил в очень сжатые сроки в трёх городах Северного Квинсленда, Таунсвилле, Кэрнсе и Маккае, а все раунды финалов опять проводились по системе Пейджа, от которой лига отказалась перед сезоном 2016/17.
В регулярном чемпионате приняло участие восемь команд, столько же сколько и в прошлом. Он стартовал 11 ноября игрой между клубами «Аделаида Лайтнинг» и «Канберра Кэпиталз», в которой «Лайтнинг» обыграли своего соперника в овертайме со счётом 85:73. Регулярный турнир в этом сезоне завершился 13 декабря, MVP которого была признана форвард команды «Аделаида Лайтнинг» Стефани Толбот. Наставник команды «Таунсвилл Файр», Шеннон Сибом, был признан тренером года, а его подопечная Шайла Хил — лучшим молодым игроком года. Официально сезон 2020 года завершился 20 декабря, когда клуб «Саутсайд Флайерз» переиграл в финальном матче команду «Таунсвилл Файр» со счётом 99:82, а MVP финала была признана защитник «Флайерз» Лейлани Митчелл.

## Участники турнира: команды, их капитаны и тренеры
| Команды           | Капитаны                                           | Тренеры         |
| ----------------- | -------------------------------------------------- | --------------- |
| Аделаида Лайтнинг | Стефани Толбот                                     | Крис Лукас      |
| Бендиго Спирит    | Тесса Лейви                                        | Трейси Йорк     |
| Канберра Кэпиталз | Келси Гриффин и Марианна Толо                      | Пол Горисс      |
| Мельбурн Бумерс   | Мэдлин Гаррик и Кайла Джордж                       | Гай Моллой      |
| Перт Линкс        | Кэти-Рэй Эбзери                                    | Райан Петрик    |
| Саутсайд Флайерз  | Дженна О’Хей                                       | Шерил Чемберс   |
| Сидней Юни Флэймз | Лорен Мансфилд и Алисон Швагмайер                  | Катрина Хибберт |
| Таунсвилл Файр    | Кейт Гейз, Миа Мюррей, Лорен Николсон и Надин Пейн | Шеннон Сибом    |

## Регулярный чемпионат
И = Игр, В = Выигрышей, П = Поражений, П% = Процент выигранных матчей
| Регулярный сезон |                   |    |    |    |      |
| #                | Команда           | И  | В  | П  | П%   |
| 1                | Саутсайд Флайерз  | 13 | 11 | 2  | 84,6 |
| 2                | Таунсвилл Файр    | 13 | 9  | 4  | 69,2 |
| 3                | Канберра Кэпиталз | 13 | 9  | 4  | 69,2 |
| 4                | Мельбурн Бумерс   | 13 | 9  | 4  | 69,2 |
| 5                | Сидней Юни Флэймз | 13 | 5  | 8  | 38,5 |
| 6                | Аделаида Лайтнинг | 13 | 5  | 8  | 38,5 |
| 7                | Перт Линкс        | 13 | 4  | 9  | 30,8 |
| 8                | Бендиго Спирит    | 13 | 0  | 13 | 0,0  |

## Финалы
| Полуфиналы      | Полуфиналы        | Полуфиналы |  |          | Предварительный финал | Предварительный финал    | Предварительный финал    |                          |                           | Большой финал             | Большой финал             | Большой финал |
| --------------- | ----------------- | ---------- |  | -------- | --------------------- | ------------------------ | ------------------------ | ------------------------ | ------------------------- | ------------------------- | ------------------------- | ------------- |
|                 |                   |            |  |          |                       |                          |                          |                          |                           |                           |                           |               |
| 16 декабря 2020 |                   |            |  |          |                       |                          |                          |                          |                           |                           |                           |               |
| 1               | Саутсайд Флайерз  | 106        |  |          |                       |                          |                          |                          |                           |                           |                           |               |
| 2               | Таунсвилл Файр    | 93         |  |          |                       |                          |                          |                          |                           |                           |                           |               |
|                 |                   |            |  |          | 18 декабря 2020       | 18 декабря 2020          | 18 декабря 2020          |                          | 20 декабря 2020           | 20 декабря 2020           |                           |               |
|                 |                   |            |  |          | 2                     | Таунсвилл Файр           | 65                       |                          | 1                         | Саутсайд Флайерз          | 99                        |               |
|                 |                   |            |  |          | 4                     | Мельбурн Бумерс          | 62                       |                          |                           | 2                         | Таунсвилл Файр            | 82            |
| 16 декабря 2020 |                   |            |  |          |                       |                          |                          |                          |                           |                           |                           |               |
| 3               | Канберра Кэпиталз | 68         |  |          |                       |                          |                          |                          |                           |                           |                           |               |
| 4               | Мельбурн Бумерс   | 78         |  | Легенда: | Легенда:              | Посев победившей команды | Посев победившей команды | Посев победившей команды | Посев проигравшей команды | Посев проигравшей команды | Посев проигравшей команды |               |

## Статистические лидеры

### Лидеры сезона по средним показателям за игру
| Показатель                   | Игрок            | Команда           | Статистика |
| ---------------------------- | ---------------- | ----------------- | ---------- |
| Очков в среднем за игру      | Лиз Кэмбидж      | Саутсайд Флайерз  | 23,6       |
| Подборов в среднем за игру   | Аннели Мейли     | Сидней Юни Флэймз | 12,1       |
| Передач в среднем за игру    | Лейлани Митчелл  | Саутсайд Флайерз  | 6,5        |
| Перехватов в среднем за игру | Алисон Швагмайер | Сидней Юни Флэймз | 2,2        |
| Блок-шотов в среднем за игру | Лиз Кэмбидж      | Саутсайд Флайерз  | 1,9        |

### Лидеры сезона по основным показателям за игру
| Показатель              | Игрок           | Команда           | Статистика |
| ----------------------- | --------------- | ----------------- | ---------- |
| Очков за одну игру      | Лиз Кэмбидж     | Саутсайд Флайерз  | 35         |
| Подборов за одну игру   | Аннели Мейли    | Сидней Юни Флэймз | 20         |
| Передач за одну игру    | Тесса Лейви     | Бендиго Спирит    | 11         |
| Передач за одну игру    | Лейлани Митчелл | Саутсайд Флайерз  | 11         |
| Перехватов за одну игру | Стефани Толбот  | Аделаида Лайтнинг | 7          |
| Блок-шотов за одну игру | Лиз Кэмбидж     | Саутсайд Флайерз  | 6          |

## Награды сезона

### Лучшие игроки недели
| Раунд   | Неделя                 | Игрок недели   | Команда           | Прим. |
| ------- | ---------------------- | -------------- | ----------------- | ----- |
| Раунд 1 | 11 ноября – 17 ноября  | Стефани Толбот | Аделаида Лайтнинг | [ 3 ] |
| Раунд 2 | 18 ноября – 24 ноября  | Лиз Кэмбидж    | Саутсайд Флайерз  | [ 4 ] |
| Раунд 3 | 25 ноября – 1 декабря  | Шайла Хил      | Таунсвилл Файр    | [ 5 ] |
| Раунд 4 | 2 декабря – 8 декабря  | Дарси Гарбин   | Перт Линкс        | [ 6 ] |
| Раунд 5 | 9 декабря – 15 декабря | Лорен Мансфилд | Сидней Юни Флэймз | [ 7 ] |

### Сборная всех звёзд недели
| Раунд   | Неделя                 | Сборная всех звёзд недели          | Сборная всех звёзд недели              | Сборная всех звёзд недели            | Сборная всех звёзд недели          | Сборная всех звёзд недели          | Прим.  |
| ------- | ---------------------- | ---------------------------------- | -------------------------------------- | ------------------------------------ | ---------------------------------- | ---------------------------------- | ------ |
| Раунд 1 | 11 ноября – 17 ноября  | Мэддисон Роччи (Канберра Кэпиталз) | Тесс Маджен (Мельбурн Бумерс)          | Стефани Толбот (Аделаида Лайтнинг)   | Кайла Джордж (Мельбурн Бумерс)     | Лиз Кэмбидж (Саутсайд Флайерз)     | [ 8 ]  |
| Раунд 2 | 18 ноября – 24 ноября  | Джейд Мельбурн (Канберра Кэпиталз) | Шайла Хил (Таунсвилл Файр)             | Лорен Николсон (Таунсвилл Файр)      | Лорен Шерф (Сидней Юни Флэймз)     | Лиз Кэмбидж (2) (Саутсайд Флайерз) | [ 9 ]  |
| Раунд 3 | 25 ноября – 1 декабря  | Шайла Хил (2) (Таунсвилл Файр)     | Стефани Толбот (2) (Аделаида Лайтнинг) | Аннели Мейли (Сидней Юни Флэймз)     | Дарси Гарбин (Перт Линкс)          | Лиз Кэмбидж (3) (Саутсайд Флайерз) | [ 10 ] |
| Раунд 4 | 2 декабря – 8 декабря  | Кэти-Рэй Эбзери (Перт Линкс)       | Лорен Николсон (2) (Таунсвилл Файр)    | Дарси Гарбин (2) (Перт Линкс)        | Эзийода Магбигор (Мельбурн Бумерс) | Лиз Кэмбидж (4) (Саутсайд Флайерз) | [ 11 ] |
| Раунд 5 | 9 декабря – 15 декабря | Лорен Мансфилд (Сидней Юни Флэймз) | Ребекка Коул (Саутсайд Флайерз)        | Аннели Мейли (2) (Сидней Юни Флэймз) | Кайла Джордж (2) (Мельбурн Бумерс) | Зитина Аокусо (Таунсвилл Файр)     | [ 12 ] |

### Награды по итогом сезона
- Самый ценный игрок женской НБЛ: Стефани Толбот, Аделаида Лайтнинг
- Самый ценный игрок финала женской НБЛ: Лейлани Митчелл, Саутсайд Флайерз
- Лучший молодой игрок женской НБЛ: Шайла Хил, Таунсвилл Файр
- Лучший оборонительный игрок женской НБЛ: Стефани Толбот, Аделаида Лайтнинг
- Лучший шестой игрок женской НБЛ: Зитина Аокусо, Таунсвилл Файр
- Лучший снайпер женской НБЛ: Лиз Кэмбидж, Саутсайд Флайерз
- Лучший подбирающий женской НБЛ: Аннели Мейли, Сидней Юни Флэймз
- Тренер года женской НБЛ: Шеннон Сибом, Таунсвилл Файр

| - Первая сборная всех звёзд ЖНБЛ: - З Кэти-Рэй Эбзери (Перт Линкс) - З Лорен Николсон (Таунсвилл Файр) - Ф Стефани Толбот (Аделаида Лайтнинг) - Ф Кайла Джордж (Мельбурн Бумерс) - Ц Лиз Кэмбидж (Саутсайд Флайерз) | - Вторая сборная всех звёзд ЖНБЛ: - З Шайла Хил (Таунсвилл Файр) - З Мэддисон Роччи (Канберра Кэпиталз) - Ф Тесс Маджен (Мельбурн Бумерс) - Ф Сара Блицавс (Саутсайд Флайерз) - Ц Эзийода Магбигор (Мельбурн Бумерс) |